# Liste der Down-Beat-Poll-Sieger der 1970er Jahre
Die Sieger der Kritiker und Leser Polls der Zeitschrift Down Beat in den 1970er Jahren:

## 1970
Kritiker-Poll:
- Hall of Fame: Johnny Hodges
- Jazz-Album des Jahres: Miles Davis Bitches Brew
- Big Band: Duke Ellington
- Akustische Band: Miles Davis
- Altsaxophon: Phil Woods
- Tenorsaxophon: Sonny Rollins
- Baritonsaxophon: Harry Carney
- Sopransaxophon: Wayne Shorter
- Trompete: Miles Davis
- Posaune: J. J. Johnson
- Klarinette: Russell Procope
- Flöte: James Moody
- Schlagzeug: Elvin Jones
- Vibraphon: Milt Jackson
- Bass: Richard Davis
- Gitarre: Kenny Burrell
- Klavier: Earl Hines
- Orgel: Jimmy Smith
- Sonstige Instrumente: Jean-Luc Ponty, Violine
- Arrangeur: Duke Ellington
- Komponist: Duke Ellington
- Männlicher Vokalkünstler: Louis Armstrong
- Weibliche Vokalkünstlerin: Ella Fitzgerald
- Blues-Gruppe: B. B. King
- Reissue des Jahres: Blue Notes Three Decades of Jazz, Vol.1

Leser-Poll:
- Hall of Fame: Jimi Hendrix
- Jazzmusiker des Jahres: Miles Davis
- Pop-Musiker des Jahres: Frank Zappa
- Pop-Album des Jahres: Blood, Sweat & Tears Blood, Sweat & Tears Vol.3
- Big Band: Duke Ellington
- Jazz Combo: Miles Davis
- Altsaxophon: Cannonball Adderley
- Tenorsaxophon: Stan Getz
- Baritonsaxophon: Gerry Mulligan
- Sopransaxophon: Wayne Shorter
- Trompete: Miles Davis
- Posaune: J. J. Johnson
- Klarinette: Rahsaan Roland Kirk
- Flöte: Herbie Mann
- Schlagzeug: Buddy Rich
- Vibraphon: Gary Burton
- Bass: Richard Davis
- Gitarre: Kenny Burrell
- Klavier: Herbie Hancock
- Orgel: Jimmy Smith
- Sonstige Instrumente: Roland Kirk (Manzello, Stritch)
- Komponist: Duke Ellington
- Arrangeur: Quincy Jones
- Männlicher Vokalkünstler: Leon Thomas
- Weibliche Vokalkünstlerin: Ella Fitzgerald
- Rock/Pop/Blues-Gruppe: Blood, Sweat & Tears

## 1971
Kritiker-Poll:
(in Klammern Artist deserving wider recognition)
- Hall of Fame: Roy Eldridge, Django Reinhardt
- Jazz Big Band: Duke Ellington (Sun Ra)
- Jazz Combo: Miles Davis (Art Ensemble of Chicago)
- Altsaxophon: Phil Woods (Frank Strozier)
- Sopransaxophon: Wayne Shorter (Budd Johnson)
- Tenorsaxophon: Dexter Gordon (Harold Ashby)
- Baritonsaxophon: Harry Carney (Pat Patrick)
- Trompete: Dizzy Gillespie (Roy Eldridge)
- Posaune: Vic Dickenson (Bill Watrous)
- Klarinette: Russell Procope (Bob Wilber)
- Flöte: James Moody (Norris Turney)
- Schlagzeug: Elvin Jones (Gus Johnson)
- Vibraphon: Bobby Hutcherson (Roy Ayers, Karl Berger)
- Bass: Richard Davis (Miroslav Vitouš)
- Gitarre: Kenny Burrell (Dennis Budimir)
- Klavier: Earl Hines (Jaki Byard, Tommy Flanagan)
- Orgel: Jimmy Smith (Eddy Louiss)
- Violine: Jean-Luc Ponty (Michael White)
- Sonstige Instrumente: Rahsaan Roland Kirk (Manzello, Stritch) (Russ Whitman, Bass-Saxophon)
- Arrangeur: Gil Evans (Herbie Hancock)
- Komponist: Duke Ellington (Carla Bley)
- Blues,-R-&-B-Gruppe: B. B. King (Soft Machine)
- Männlicher Vokalkünstler: Louis Armstrong (Richard Boone)
- Weibliche Vokalkünstlerin: Ella Fitzgerald (Betty Carter)
- Album des Jahres: Duke Ellington New Orleans Suite (Atlantic)
- Reissue des Jahres: Bessie Smith Serie bei Columbia

Leser-Poll:
- Hall of Fame: Charles Mingus
- Jazzmusiker des Jahres: Miles Davis
- Jazz-Album des Jahres: Weather Report Weather Report
- Pop-Musiker des Jahres: Frank Zappa
- Pop-Album des Jahres: Chase Chase
- Big Band: Duke Ellington
- Jazz Combo: Miles Davis
- Altsaxophon: Cannonball Adderley
- Tenorsaxophon: Stan Getz
- Baritonsaxophon: Gerry Mulligan
- Sopransaxophon: Wayne Shorter
- Trompete: Miles Davis
- Posaune: J. J. Johnson
- Klarinette: Rahsaan Roland Kirk
- Flöte: Hubert Laws
- Schlagzeug: Buddy Rich
- Vibraphon: Gary Burton
- Bass: Richard Davis
- Violine: Jean-Luc Ponty
- Gitarre: Kenny Burrell
- Klavier: Herbie Hancock
- Orgel: Jimmy Smith
- Sonstige Instrumente: Roland Kirk (Manzello, Stritch)
- Komponist: Duke Ellington
- Arrangeur: Quincy Jones
- Männlicher Vokalkünstler: Leon Thomas
- Weibliche Vokalkünstlerin: Roberta Flack
- Rock/Pop/Blues-Gruppe: Blood, Sweat & Tears

## 1972
Kritiker-Poll:
- Hall of Fame: Clifford Brown
- Jazz-Album des Jahres: Jimmy Rushing The you and me that used to be
- Big Band: Duke Ellington
- Akustische Band: World’s Greatest Jazz Band
- Altsaxophon: Ornette Coleman
- Tenorsaxophon: Sonny Rollins
- Baritonsaxophon: Harry Carney
- Sopransaxophon: Wayne Shorter
- Trompete: Dizzy Gillespie
- Posaune: Vic Dickenson
- Klarinette: Russell Procope
- Flöte: James Moody
- Schlagzeug: Elvin Jones
- Vibraphon: Gary Burton
- Bass: Richard Davis
- Violine: Jean-Luc Ponty
- Gitarre: Kenny Burrell
- Klavier: Earl Hines
- Orgel: Jimmy Smith
- Sonstige Instrumente: Rahsaan Roland Kirk, Manzello/Stritch
- Arrangeur: Duke Ellington
- Komponist: Duke Ellington
- Männlicher Vokalkünstler: Jimmy Rushing
- Weibliche Vokalkünstlerin: Ella Fitzgerald
- Blues-Gruppe: B. B. King
- Reissue des Jahres: Genius of Louis Armstrong, Vol.1

Leser-Poll:
- Hall of Fame: Gene Krupa
- Jazzmusiker des Jahres: Ornette Coleman
- Jazz-Album des Jahres: Mahavishnu Orchestra Inner Mountain Flame
- Pop-Musiker des Jahres: Frank Zappa
- Pop-Album des Jahres: Mahavishnu Orchestra Inner Mountain Flame
- Big Band: Thad Jones/Mel Lewis Orchestra
- Jazz Combo: Weather Report
- Altsaxophon: Ornette Coleman
- Tenorsaxophon: Sonny Rollins
- Baritonsaxophon: Gerry Mulligan
- Sopransaxophon: Wayne Shorter
- Trompete: Miles Davis
- Posaune: J. J. Johnson
- Klarinette: Rahsaan Roland Kirk
- Flöte: Hubert Laws
- Schlagzeug: Buddy Rich
- Vibraphon: Gary Burton
- Bass: Richard Davis
- Violine: Jean-Luc Ponty
- Gitarre: John McLaughlin
- Klavier: Oscar Peterson
- Orgel: Jimmy Smith
- Sonstige Instrumente: Roland Kirk (Manzello, Stritch)
- Komponist: Duke Ellington
- Arrangeur: Quincy Jones
- Männlicher Vokalkünstler: Leon Thomas
- Weibliche Vokalkünstlerin: Roberta Flack
- Rock/Pop/Blues-Gruppe: Mahavishnu Orchestra

## 1973
Kritiker-Poll:
- Hall of Fame: Fletcher Henderson
- Jazz-Album des Jahres: McCoy Tyner Sahara, Sonny Stitt Constellation
- Big Band: Duke Ellington
- Akustische Band: Mahavishnu Orchestra
- Altsaxophon: Ornette Coleman
- Tenorsaxophon: Sonny Rollins
- Baritonsaxophon: Harry Carney
- Sopransaxophon: Wayne Shorter
- Trompete: Dizzy Gillespie
- Posaune: Vic Dickenson
- Klarinette: Russell Procope
- Flöte: James Moody
- Schlagzeug: Elvin Jones
- Vibraphon: Milt Jackson
- Bass: Richard Davis
- Violine: Jean-Luc Ponty
- Gitarre: Kenny Burrell
- Klavier: Earl Hines
- Orgel: Jimmy Smith
- Sonstige Instrumente: Rahsaan Roland Kirk, Manzello/Stritch
- Arrangeur: Duke Ellington
- Komponist: Duke Ellington
- Männlicher Vokalkünstler: Ray Charles
- Weibliche Vokalkünstlerin: Sarah Vaughan
- Blues-Gruppe: B. B. King
- Reissue des Jahres: Art Tatum God is in the House

Leser-Poll:
- Hall of Fame: Sonny Rollins
- Jazzmusiker des Jahres: Chick Corea
- Jazz-Album des Jahres: Mahavishnu Orchestra Birds of Fire
- Pop-Musiker des Jahres: Stevie Wonder
- Pop-Album des Jahres: Mahavishnu Orchestra Birds of Fire
- Big Band: Thad Jones/Mel Lewis Orchestra
- Jazz Combo: Weather Report
- Altsaxophon: Ornette Coleman
- Tenorsaxophon: Sonny Rollins
- Baritonsaxophon: Gerry Mulligan
- Sopransaxophon: Wayne Shorter
- Trompete: Freddie Hubbard
- Posaune: J. J. Johnson
- Klarinette: Benny Goodman
- Flöte: Hubert Laws
- Schlagzeug: Billy Cobham
- Vibraphon: Gary Burton
- Bass: Ron Carter
- Violine: Jean-Luc Ponty
- Gitarre: John McLaughlin
- Klavier: Chick Corea
- Orgel: Jimmy Smith
- Sonstige Instrumente: Roland Kirk (Manzello, Stritch)
- Komponist: Duke Ellington
- Arrangeur: Quincy Jones
- Männlicher Vokalkünstler: Leon Thomas
- Weibliche Vokalkünstlerin: Roberta Flack
- Rock/Pop/Blues-Gruppe: Mahavishnu Orchestra

## 1974
Kritiker-Poll:
(in Klammern Artist deserving wider recognition)
- Hall of Fame: Ben Webster
- Jazz Big Band: Thad Jones – Mel Lewis (Gil Evans)
- Jazz Combo: McCoy Tyner (Ruby Braff – George Barnes Quartet)
- Altsaxophon: Ornette Coleman (Anthony Braxton)
- Sopransaxophon: Wayne Shorter (Gerry Niewood)
- Tenorsaxophon: Sonny Rollins (Billy Harper)
- Baritonsaxophon: Gerry Mulligan (Howard Johnson)
- Trompete: Dizzy Gillespie (Jon Faddis)
- Posaune: Vic Dickenson (Garnett Brown)
- Klarinette: Rahsaan Roland Kirk (Kalaparusha Ara Difda)
- Flöte: James Moody (Jeremy Steig)
- Schlagzeug: Elvin Jones (Billy Hart)
- Percussion: Airto Moreira (Dom Um Romao)
- Vibraphon: Gary Burton
- Bass, akustisch: Richard Davis (Stanley Clarke)
- Bass, elektrisch: Stanley Clarke
- Synthesizer: Jan Hammer, Paul Bley (Mike Mandel)
- Gitarre: Jim Hall (Ralph Towner)
- Klavier: McCoy Tyner
- Orgel: Jimmy Smith (Clare Fischer, Eddy Louiss)
- Violine: Jean-Luc Ponty (Leroy Jenkins)
- Sonstige Instrumente: Rahsaan Roland Kirk (Manzello, Stritch) (Howard Johnson, Tuba)
- Arrangeur: Gil Evans (Bill Stapleton)
- Komponist: Duke Ellington (McCoy Tyner)
- Blues,-R-&-B-Gruppe: B. B. King (Jimmy Dawkins)
- Männlicher Vokalkünstler: Joe Williams (Roy Eldridge, Stevie Wonder)
- Weibliche Vokalkünstlerin: Ella Fitzgerald (Flora Purim)
- Vokalgruppe: Pointer Sisters
- Album des Jahres: Keith Jarrett Solo Concerts (ECM)
- Reissue des Jahres: Thelonious Monk, John Coltrane Monk/Trane (Milestone)

Leser-Poll:
- Hall of Fame: Buddy Rich
- Jazzmusiker des Jahres: Herbie Hancock
- Jazz-Album des Jahres: Weather Report Mysterious Traveler
- Pop-Musiker des Jahres: Stevie Wonder
- Pop-Album des Jahres: Stevie Wonder Fulfillingness first final
- Big Band: Thad Jones/Mel Lewis Orchestra
- Jazz Combo: Weather Report
- Altsaxophon: Ornette Coleman
- Tenorsaxophon: Sonny Rollins
- Baritonsaxophon: Gerry Mulligan
- Sopransaxophon: Wayne Shorter
- Trompete: Freddie Hubbard
- Posaune: Garnett Brown
- Klarinette: Rahsaan Roland Kirk
- Flöte: Hubert Laws
- Schlagzeug: Billy Cobham
- Vibraphon: Gary Burton
- Bass: Ron Carter
- Elektrischer Bass: Stanley Clarke
- Violine: Jean-Luc Ponty
- Gitarre: John McLaughlin
- Klavier: McCoy Tyner
- Synthesizer: Herbie Hancock
- Orgel: Jimmy Smith
- Sonstige Instrumente: Roland Kirk (Manzello, Stritch)
- Komponist: Chick Corea
- Arrangeur: Gil Evans
- Männlicher Vokalkünstler: Stevie Wonder
- Weibliche Vokalkünstlerin: Flora Purim
- Vokalgruppe: Pointer Sisters
- Rock/Pop/Blues-Gruppe: Frank Zappa Mothers of Invention

## 1975
Kritiker-Poll:
- Hall of Fame: Cecil Taylor
- Jazz-Album des Jahres: Cecil Taylor Silent Tongues
- Big Band: Thad Jones/Mel Lewis Orchestra
- Akustische Band: McCoy Tyner
- Altsaxophon: Phil Woods
- Tenorsaxophon: Sonny Rollins
- Baritonsaxophon: Gerry Mulligan
- Sopransaxophon: Wayne Shorter
- Trompete: Dizzy Gillespie
- Posaune: Roswell Rudd
- Klarinette: Rahsaan Roland Kirk
- Flöte: Hubert Laws
- Schlagzeug: Elvin Jones
- Percussion: Airto Moreira
- Vibraphon: Gary Burton
- Bass (akustisch): Ron Carter
- Elektrischer Bass: Stanley Clarke
- Violine: Jean-Luc Ponty
- Gitarre: Joe Pass
- Klavier: Keith Jarrett/McCoy Tyner
- Orgel: Jimmy Smith
- Electric Keyboard: Sun Ra
- Sonstige Instrumente: Rahsaan Roland Kirk, Manzello/Stritch
- Arrangeur: Gil Evans
- Komponist: Keith Jarrett
- Männlicher Vokalkünstler: Joe Williams
- Weibliche Vokalkünstlerin: Sarah Vaughan
- Blues-Gruppe: B. B. King
- Reissue des Jahres: Charlie Parker First Recordings, Art Tatum Solo Masterpieces

Leser-Poll:
- Hall of Fame: Cannonball Adderley
- Jazzmusiker des Jahres: McCoy Tyner
- Jazz-Album des Jahres: Weather Report Tale Spinnin
- Rock/Blues-Album des Jahres: Jeff Beck Blow by blow
- Big Band: Thad Jones/Mel Lewis Orchestra
- Jazz Combo: Weather Report
- Altsaxophon: Phil Woods
- Tenorsaxophon: Sonny Rollins
- Baritonsaxophon: Gerry Mulligan
- Sopransaxophon: Wayne Shorter
- Trompete: Miles Davis
- Posaune: Bill Watrous
- Klarinette: Rahsaan Roland Kirk
- Flöte: Hubert Laws
- Schlagzeug: Billy Cobham
- Percussion: Airto Moreira
- Vibraphon: Gary Burton
- Bass: Ron Carter
- Elektrischer Bass: Stanley Clarke
- Violine: Jean-Luc Ponty
- Gitarre: Joe Pass
- Klavier: McCoy Tyner
- Elektrisches Piano: Herbie Hancock
- Orgel: Jimmy Smith
- Sonstige Instrumente: Roland Kirk (Manzello, Stritch)
- Komponist: Chick Corea
- Arrangeur: Gil Evans
- Männlicher Vokalkünstler: Stevie Wonder
- Weibliche Vokalkünstlerin: Flora Purim
- Vokalgruppe: Pointer Sisters
- Rock/Blues-Gruppe: Earth, Wind & Fire
- Rock/Blues-Musiker: Stevie Wonder

## 1976
Kritiker-Poll:
- Hall of Fame: King Oliver
- Big Band: Thad Jones – Mel Lewis
- Jazz-Gruppe: McCoy Tyner
- Altsaxophon: Phil Woods
- Tenorsaxophon: Sonny Rollins
- Baritonsaxophon: Gerry Mulligan
- Sopransaxophon: Wayne Shorter
- Trompete: Dizzy Gillespie
- Posaune: Bill Watrous
- Klarinette: Benny Goodman
- Flöte: Hubert Laws
- Gitarre: Jim Hall
- Violine: Jean-Luc Ponty
- Bass, akustisch: Ron Carter
- Bass, elektrisch: Stanley Clarke
- Schlagzeug: Elvin Jones
- Percussion: Airto Moreira
- Vibraphon: Milt Jackson
- Klavier: McCoy Tyner
- Orgel: Jimmy Smith
- Electric Keyboard: Chick Corea
- Sonstige Instrumente: Rahsaan Roland Kirk (Manzello, Stritch)
- Arrangeur: Gil Evans
- Komponist: Charles Mingus
- Männlicher Vokalkünstler: Mel Tormé, Joe Williams
- Weibliche Vokalkünstlerin: Sarah Vaughan
- Label: Pablo Records
- Produzent: Manfred Eicher
- Blues Künstler: Stevie Wonder
- „Beyond“-Gruppe: B. B. King
- Jazz-Album des Jahres: Oscar Peterson & Dizzy Gillespie (Pablo)
- Reissue des Jahres: Herbie Nichols The Third World (Blue Note)

Leser-Poll:
- Hall of Fame: Woody Herman
- Jazzmusiker des Jahres: McCoy Tyner
- Jazz-Album des Jahres: Weather Report Black Market
- „Beyond“-Album des Jahres: Jeff Beck Wired
- Big Band: Thad Jones/Mel Lewis Orchestra
- Jazz Combo: Weather Report
- Altsaxophon: Phil Woods
- Tenorsaxophon: Sonny Rollins
- Baritonsaxophon: Gerry Mulligan
- Sopransaxophon: Wayne Shorter
- Trompete: Freddie Hubbard
- Posaune: Bill Watrous
- Klarinette: Benny Goodman
- Flöte: Hubert Laws
- Schlagzeug: Billy Cobham
- Percussion: Airto Moreira
- Vibraphon: Gary Burton
- Bass: Ron Carter
- Elektrischer Bass: Stanley Clarke
- Violine: Jean-Luc Ponty
- Gitarre: George Benson
- Klavier: McCoy Tyner
- Elektrisches Piano: Chick Corea
- Orgel: Jimmy Smith
- Sonstige Instrumente: Roland Kirk (Manzello, Stritch)
- Komponist: Chick Corea
- Arrangeur: Gil Evans
- Männlicher Vokalkünstler: Mel Tormé
- Weibliche Vokalkünstlerin: Flora Purim
- Rock/Blues-Gruppe: Earth, Wind & Fire
- Rock/Blues-Musiker: Jeff Beck

## 1977
Kritiker-Poll:
- Hall of Fame: Benny Carter
- Jazz-Album des Jahres: Anthony Braxton Creative Orchestra Music – Arista
- Big Band: Thad Jones/Mel Lewis Orchestra
- Akustische Band: McCoy Tyner
- Altsaxophon: Phil Woods
- Tenorsaxophon: Dexter Gordon
- Baritonsaxophon: Gerry Mulligan
- Sopransaxophon: Wayne Shorter
- Trompete: Dizzy Gillespie
- Posaune: Bill Watrous
- Klarinette: Anthony Braxton
- Flöte: Hubert Laws
- Schlagzeug: Elvin Jones
- Percussion: Airto Moreira
- Vibraphon: Milt Jackson
- Bass (akustisch): Ron Carter
- Elektrischer Bass: Stanley Clarke
- Violine: Joe Venuti
- Gitarre: Jim Hall
- Klavier: McCoy Tyner
- Orgel: Jimmy Smith
- Electric Keyboard: Joe Zawinul
- Sonstige Instrumente: Howard Johnson, Tuba
- Arrangeur: Gil Evans
- Komponist: Charles Mingus
- Label: Pablo Records
- Männlicher Vokalkünstler: Joe Williams
- Weibliche Vokalkünstlerin: Sarah Vaughan
- „Beyond“-Gruppe: B. B. King
- Blues Künstler: Stevie Wonder
- Produzent: Norman Granz
- Reissue des Jahres: Lester Young Lester Young Story, Vol.1, Columbia

Leser-Poll:
- Hall of Fame: Paul Desmond
- Jazzmusiker des Jahres: McCoy Tyner
- Jazz-Album des Jahres: Weather Report Heavy Weather
- „Beyond“-Album des Jahres: Stevie Wonder Songs in the key of life
- Blues-Album des Jahres: Stevie Wonder Songs in the key of life
- Big Band: Thad Jones/Mel Lewis Orchestra
- Jazz Combo: Weather Report
- Altsaxophon: Phil Woods
- Tenorsaxophon: Dexter Gordon
- Baritonsaxophon: Gerry Mulligan
- Sopransaxophon: Wayne Shorter
- Trompete: Dizzy Gillespie
- Posaune: Bill Watrous
- Klarinette: Anthony Braxton
- Flöte: Hubert Laws
- Schlagzeug: Elvin Jones
- Percussion: Airto Moreira
- Vibraphon: Gary Burton
- Akustischer Bass: Ron Carter
- Elektrischer Bass: Stanley Clarke
- Violine: Jean-Luc Ponty
- Gitarre: Joe Pass
- Klavier: McCoy Tyner
- Elektrisches Piano: Chick Corea
- Orgel: Jimmy Smith
- Sonstige Instrumente: Roland Kirk (Manzello, Stritch)
- Komponist: Chick Corea
- Arrangeur: Gil Evans
- Männlicher Vokalkünstler: Al Jarreau
- Weibliche Vokalkünstlerin: Flora Purim
- „Beyond“-Gruppe: Earth, Wind & Fire
- Blues-Musiker: Stevie Wonder

## 1978
Kritiker-Poll:
- Hall of Fame: Rahsaan Roland Kirk
- Jazz-Album des Jahres: Toshiko Akiyoshi/Lew Tabackin Insights (RCA), Ornette Coleman Dancing in Your Head (Horizon), Dexter Gordon Sophisticated Giant, Homecoming (Columbia), Roscoe Mitchell Nonaah (Nessa)
- Big Band: Thad Jones/Mel Lewis Orchestra
- Akustische Band: Weather Report
- Altsaxophon: Phil Woods
- Tenorsaxophon: Dexter Gordon
- Baritonsaxophon: Gerry Mulligan
- Sopransaxophon: Wayne Shorter
- Trompete: Dizzy Gillespie
- Posaune: Roswell Rudd
- Klarinette: Anthony Braxton
- Flöte: Hubert Laws
- Schlagzeug: Elvin Jones
- Percussion: Airto Moreira
- Vibraphon: Milt Jackson
- Bass (akustisch): Ron Carter
- Elektrischer Bass: Jaco Pastorius
- Violine: Stéphane Grappelli
- Gitarre: Joe Pass
- Klavier: Cecil Taylor
- Orgel: Jimmy Smith
- Electric Keyboard: Joe Zawinul
- Sonstige Instrumente: Howard Johnson, Tuba
- Arrangeur: Gil Evans
- Komponist: Charles Mingus
- Label: Columbia Records
- Männlicher Vokalkünstler: Joe Williams
- Weibliche Vokalkünstlerin: Sarah Vaughan
- „Beyond“-Gruppe: B. B. King
- Blues Künstler: Stevie Wonder
- Produzent: Norman Granz
- Reissue des Jahres: Lester Young Lester Young Story, Vol.2,3, Columbia

Leser-Poll:
- Hall of Fame: Joe Venuti
- Jazzmusiker des Jahres: Dexter Gordon
- Jazz-Album des Jahres: Woody Shaw Rosewood
- „Beyond“-Album des Jahres: Steely Dan Aja
- Big Band: Toshiko Akiyoshi/Lew Tabackin
- Akustische Jazz-Gruppe: Weather Report
- Altsaxophon: Phil Woods
- Tenorsaxophon: Dexter Gordon
- Baritonsaxophon: Gerry Mulligan
- Sopransaxophon: Wayne Shorter
- Trompete: Woody Shaw
- Posaune: Bill Watrous
- Klarinette: Benny Goodman
- Flöte: Hubert Laws
- Schlagzeug: Elvin Jones
- Percussion: Airto Moreira
- Vibraphon: Gary Burton
- Akustischer Bass: Ron Carter
- Elektrischer Bass: Jaco Pastorius
- Gitarre: Joe Pass
- Klavier: McCoy Tyner
- Elektrisches Keyboard: Chick Corea
- Orgel: Jimmy Smith
- Sonstige Instrumente: Toots Thielemans (Harmonika)
- Komponist: Chick Corea
- Arrangeur: Toshiko Akiyoshi
- Männlicher Vokalkünstler: Al Jarreau
- Weibliche Vokalkünstlerin: Flora Purim
- „Beyond“-Gruppe: Steely Dan
- Blues-Musiker: Stevie Wonder

## 1979
Kritiker-Poll:
- Hall of Fame: Lennie Tristano
- Jazz-Album des Jahres: Charles Mingus Cumbia & Jazz Fusion (Atlantic)
- Big Band: Thad Jones/Mel Lewis Orchestra
- Akustische Band: Phil Woods Quartet
- Altsaxophon: Phil Woods
- Tenorsaxophon: Dexter Gordon
- Baritonsaxophon: Pepper Adams
- Sopransaxophon: Wayne Shorter
- Trompete: Dizzy Gillespie
- Posaune: Roswell Rudd
- Klarinette: Anthony Braxton
- Flöte: Sam Rivers
- Schlagzeug: Elvin Jones
- Percussion: Airto Moreira
- Vibraphon: Milt Jackson
- Bass (akustisch): Ron Carter
- Elektrischer Bass: Jaco Pastorius
- Violine: Stéphane Grappelli
- Gitarre: Jim Hall
- Klavier: Cecil Taylor
- Orgel: Jimmy Smith
- Electric Keyboard: Chick Corea
- Sonstige Instrumente: Howard Johnson, Tuba
- Arrangeur: Toshiko Akiyoshi
- Komponist: Charles Mingus
- Label: Inner City
- Männlicher Vokalkünstler: Mel Tormé
- Weibliche Vokalkünstlerin: Sarah Vaughan
- Blues Künstler: Stevie Wonder
- Produzent: Michael Cuscuna
- Reissue des Jahres: Charlie Parker The Savoy Sessions (Arista/Savoy)

Leser-Poll:
- Hall of Fame: Ella Fitzgerald
- Jazzmusiker des Jahres: Charles Mingus
- Jazz-Album des Jahres: Joni Mitchell Mingus
- „Beyond“-Album des Jahres: Steely Dan Aja
- Big Band: Toshiko Akiyoshi/Lew Tabackin
- Akustische Jazz-Gruppe: Weather Report
- Altsaxophon: Phil Woods
- Tenorsaxophon: Dexter Gordon
- Baritonsaxophon: Gerry Mulligan
- Sopransaxophon: Wayne Shorter
- Trompete: Woody Shaw
- Posaune: Bill Watrous
- Klarinette: Anthony Braxton
- Flöte: Hubert Laws
- Schlagzeug: Tony Williams
- Percussion: Airto Moreira
- Vibraphon: Gary Burton
- Akustischer Bass: Ron Carter
- Elektrischer Bass: Jaco Pastorius
- Gitarre: Joe Pass
- Klavier: McCoy Tyner
- Elektrisches Keyboard: Chick Corea
- Orgel: Jimmy Smith
- Sonstige Instrumente: Toots Thielemans (Harmonika)
- Komponist: Charles Mingus
- Arrangeur: Toshiko Akiyoshi
- Männlicher Vokalkünstler: Al Jarreau
- Weibliche Vokalkünstlerin: Flora Purim
- „Beyond“-Gruppe: Steely Dan
- Blues-Musiker: B. B. King